# Christophe Bigot
Christophe Bigot (* 23. Dezember 1965 in Neuilly-sur-Seine) ist ein französischer Diplomat.

## Leben
Bigot besuchte die Elitehochschulen École polytechnique und ENA. Seinen Abschluss machte er 1992.
Er hat gegenwärtig den Rang eines Conseiller des Affaires étrangères hors classe.
1992 begann er im französischen Außenministerium in der Abteilung für Afrika und den Nahen Osten. 1994 wurde er Erster Sekretär in Beirut, Libanon. 1997 kam er zur Ständigen Vertretung am Sitz der Vereinten Nationen in New York. 2001 diente er in der Zentrale als stellvertretender Leiter für Ostafrika und die Staaten des Indischen Ozeans. 2004 diente er das erste Mal an der Botschaft in Tel Aviv. 2007 wurde er Berater im Kabinett des Außenministers. Von 2009 bis 2013 war er Botschafter in Israel. Von 2016 bis 2019 war er Botschafter im Senegal und in Gambia. Seit 2025 ist er EU-Sonderbeauftragter für den Nahost-Friedensprozess.
Er spricht Englisch, Arabisch und Deutsch, ist verheiratet und hat zwei Kinder.